# Сезон убивць
Сезон убивць (англ. Killing Season) — американсько-бельгійський драматичний бойовик режисера Марка Стівена Джонсона, що вийшов 2013 року. У головних ролях Роберт де Ніро і Джон Траволта.
Сценаристом був Еван Доґерті, продюсерами — Пол Брульс, Ед Кателл III та інші. Вперше фільм продемонстрували 29 червня 2013 року у Чехії на Кінофестивалі у Карлових Варах.
В Україні у кінопрокаті прем'єра фільму відбулась 16 січня 2014 року.

## Сюжет
Два ветерани Боснійської війни, один солдат «Скорпіонів», сербської напіввійськової організації, а інший — полковник НАТО у відставці. Вони зустрічаються і товаришують, доки Еміль Ковач не дізнається, що Бенджамін Форд є тим, ким він є.

## У ролях
| Актор            | Персонаж                           | Роль                       |
| ---------------- | ---------------------------------- | -------------------------- |
| Роберт де Ніро   | Бенджамін Форд англ. Benjamin Ford | полковник НАТО у відставці |
| Джон Траволта    | Еміль Ковач англ. Emil Kovač       | колишній солдат Скорпіонів |
| Майло Вентімілья | Кріс Форд англ. Chris Ford         |                            |
| Елізабет Олін    | Сара Форд англ. Sarah Ford         |                            |

## Сприйняття

### Критика
Фільм отримав негативні відгуки: Rotten Tomatoes дав оцінку 10 % на основі 20 відгуків від критиків (середня оцінка 3,2/10) і 29 % від глядачів із середньою оцінкою 2,7/5 (4,997 голосів). Загалом на сайті фільми має негативний рейтинг, фільму зарахований «гнилий помідор» від кінокритиків і «розсипаний попкорн» від глядачів, Internet Movie Database — 5,4/10 (15 711 голосів), Metacritic — 27/100 (8 відгуків критиків) і 3,7/10 від глядачів (31 голос). Загалом на цьому ресурсі від критиків і від глядачів фільм отримав негативні відгуки.

### Касові збори
Під час показу у США, що розпочався 12 липня 2013 року, протягом першого тижня фільм показали у 12 кінотеатрах і він зібрав 27,713 $, що на той час дозволило йому зайняти 47 місце серед усіх прем'єр. Показ фільму протривав 7 днів (1 тиждень) і завершився 18 липня 2013 року. За цей час фільм зібрав у прокаті у США 39,881  доларів США (за іншими даними 2,811,729 $), а у решті країн 962,355 $, тобто загалом 3,774,084 $.

### Виноски
1. 1 2  Killing Season: Release Info (англ.). Internet Movie Database. Архів оригіналу за 19 жовтня 2013. Процитовано 19 січня 2014.
2. 1 2  Сезон убивць. Kino-teatr.ua. Архів оригіналу за 18 січня 2014. Процитовано 19 січня 2014.
3. 1 2  Killing Season (англ.). Box Office Mojo. Архів оригіналу за 22 січня 2014. Процитовано 19 січня 2014.
4. 1 2 3  Killing Season (англ.). The Numbers. Архів оригіналу за 3 лютого 2014. Процитовано 19 січня 2014.
5. 1 2  Killing Season (англ.). Internet Movie Database. Архів оригіналу за 30 липня 2017. Процитовано 19 січня 2014.
6. ↑  Killing Season (англ.). Allmovie. Архів оригіналу за 2 березня 2014. Процитовано 19 січня 2014.
7. ↑  Killing Season: Full Cast & Crew (англ.). Internet Movie Database. Архів оригіналу за 10 липня 2013. Процитовано 19 січня 2014.
8. ↑  Killing Season (англ.). Rotten Tomatoes. Архів оригіналу за 23 грудня 2013. Процитовано 19 січня 2014.
9. ↑  Killing Season (англ.). Metacritic. Архів оригіналу за 24 квітня 2014. Процитовано 19 січня 2014.